# Heraclitus (Mondkrater)
Heraclitus ist ein Einschlagkrater im Süden der Mondvorderseite, östlich des Kraters Maginus und südwestlich von Licetus.
Der Krater ist vielfach überlagert, so dass der ursprüngliche Krater kaum auszumachen ist. Der südwestliche Teil wird überlagert von Heraclitus D, der Rest scheint zweigeteilt, möglicherweise mit dem Rest eines Zentralbergs.
| Buchstabe | Position          | Durchmesser | Link |
| --------- | ----------------- | ----------- | ---- |
| A         | 49,43° S, 4,45° O | 6 km        |      |
| C         | 48,9° S, 6,14° O  | 7 km        |      |
| D         | 50,56° S, 5,04° O | 53 km       |      |
| E         | 49,74° S, 6,49° O | 7 km        |      |
| K         | 49,64° S, 3,37° O | 17 km       |      |

Der Krater wurde 1935 von der IAU nach dem griechischen Philosophen Heraklit von Ephesos offiziell benannt.